# پانیکاله
پانیکاله (به ایتالیایی: Panicale) یک کومونه در ایتالیا است که در استان پروجا واقع شده‌است. پانیکاله ۷۸٫۸ کیلومتر مربع مساحت و ۵٬۶۶۹ نفر جمعیت دارد و ۴۴۱ متر بالاتر از سطح دریا واقع شده‌است.

## خواهرخوانده
شهر La Verrière خواهرخواندهٔ پانیکاله هست.